# Офелия (картина Уотерхауса)
«Офелия» (англ. Ophelia) — картина британского художника-прерафаэлита Джона Уильяма Уотерхауса, написанная в 1894 году. Изображает персонажа из драмы Уильяма Шекспира Гамлет. Наиболее выразительное из трёх полотен художника, посвящённых этому трагическому шекспировскому персонажу. Все они находятся в частных коллекциях.

## Сюжет
Юная датская аристократка Офелия была возлюбленной принца Гамлета, но, узнав, что он убил её отца Полония и бросил её, она помешалась рассудком и покончила с собой, утопившись в реке. Многие художники рисовали Офелию Шекспира. По словам Питера Триппи, многие викторианские художники использовали её как символ «женской хрупкости и упущенных возможностей». Многие художники изображали сцены водной смерти Офелии. Уотерхаус нарисовал три версии Офелии, каждая из которых изображает её на разных этапах до смерти.

## Описание
На картине изображена рыжая красавица Офелия, жена принца Гамлета из знаменитой трагедии Уильяма Шекспира, которая была популярным сюжетом у прерафаэлитов. Эта картина считается самой впечатляющей из всех картин Офелии художника. Рыжие волосы особенно характерны для работ художника, а также одежда, которая плотнее облегает тело и несколько красивее. Офелия сидит на бревне около пруда. Её роскошное платье с потрясающими деталями на рукавах и талии сильно контрастирует с естественным окружением. Наблюдая картину зритель чувствует себя частью пьесы Шекспира с персональной связью с этой молодой женщиной, которая отдыхает в одиночестве в лесу или большом саду. Уотерхаус часто включал в свои работы зеленые пейзажи сельской местности Великобритании, так и на этом полотне изображённый за Офелией небольшой пруд с лилиями усиливает невинную красоту женщины.
На подоле платья расположены те же элементы, что и на других деталях её наряда, но с дополнительным мотивом льва. Это могущественное существо имеет множество различных символических значений, и поэтому может потребоваться дальнейшее углубление в работу Шекспира, чтобы понять, почему художник добавил его сюда, помимо эстетической ценности. Такие детали в творчестве Уотерхауса обычно используются с учётом причины, будь то мифологический сюжет или классическая английская поэма. Единственный реальный момент его визуального выражения вымышленных сюжетов — это фон его работ, представляющий собой множество местных деревьев и кустарников, часто с цветочными полями, которые соответствовали в его мировоззрении облику классической невинности и красоты. Офелия смотрит в тёмную воду пруда, давая зрителю возможность увидеть в профиль своё неожиданно серьёзное лицо, что, кажется, не совсем точно описывает женщину, решившую покончить с собой.
На коленях Офелии лежат несколько собранных цветов, что также продолжает тему невинности и молодости. Необходимо отметить, что Уотерхаус изобразил Офелию иначе, чем другой прерафаэлит Джон Эверетт Милле на своей всемирно известной картине 1851 года, на которой красота Офелии сопровождается гораздо более печальной и трагичной постановкой.

## Версия 1889 года

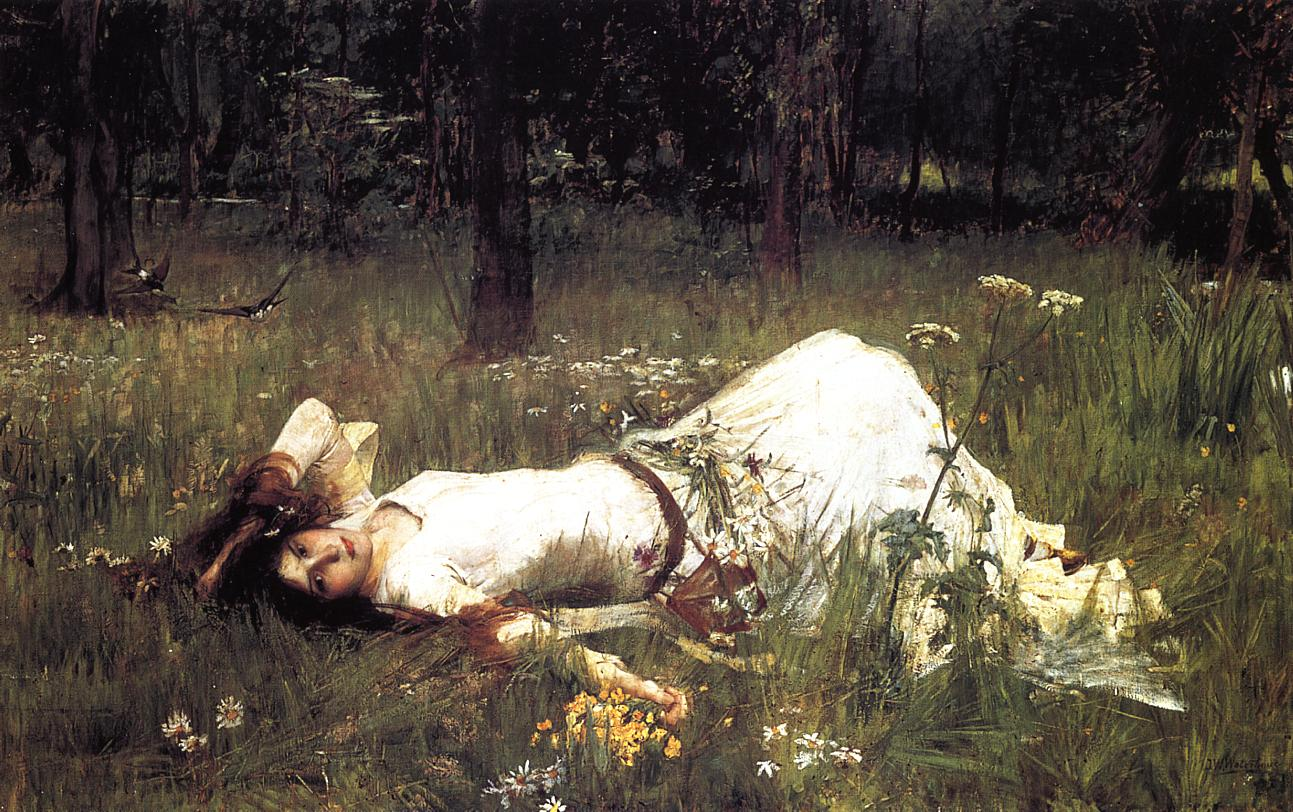
«Офелия» Уотерхауса (1889).

Первая «Офелия» Уотерхауса, написанная в 1889 году, изображает молодую женщину, лежащую в поле с растрёпанными волосами и взъерошенным платьем, смотрящую мимо зрителя. Художник мастерски вписал Офелию в пейзаж с цветами в волосах, на платье и в руках молодой женщины. Наклон её головы и нейтральный взгляд не позволяют, однако, определить её мысли. На заднем плане картины изображён поток, который неосведомлённому зрителю так же сложно определить, как личность объекта. Напротив, версия Уотерхауса 1894 года помещает Офелию на бревно, выходящее в пруд с лилиями в последние моменты перед ее смертью. Ее роскошное платье сильно контрастирует с ее естественным окружением, но Уотерхаус снова поместила цветы ей на колени и в волосы, привязав ее к естественному окружению. Она смотрит в темную воду, давая зрителю возможность увидеть в профиль свое странно серьезное лицо. Это выражение не совсем точно описывает женщину, решившую покончить с собой.

## Версия 1910 года

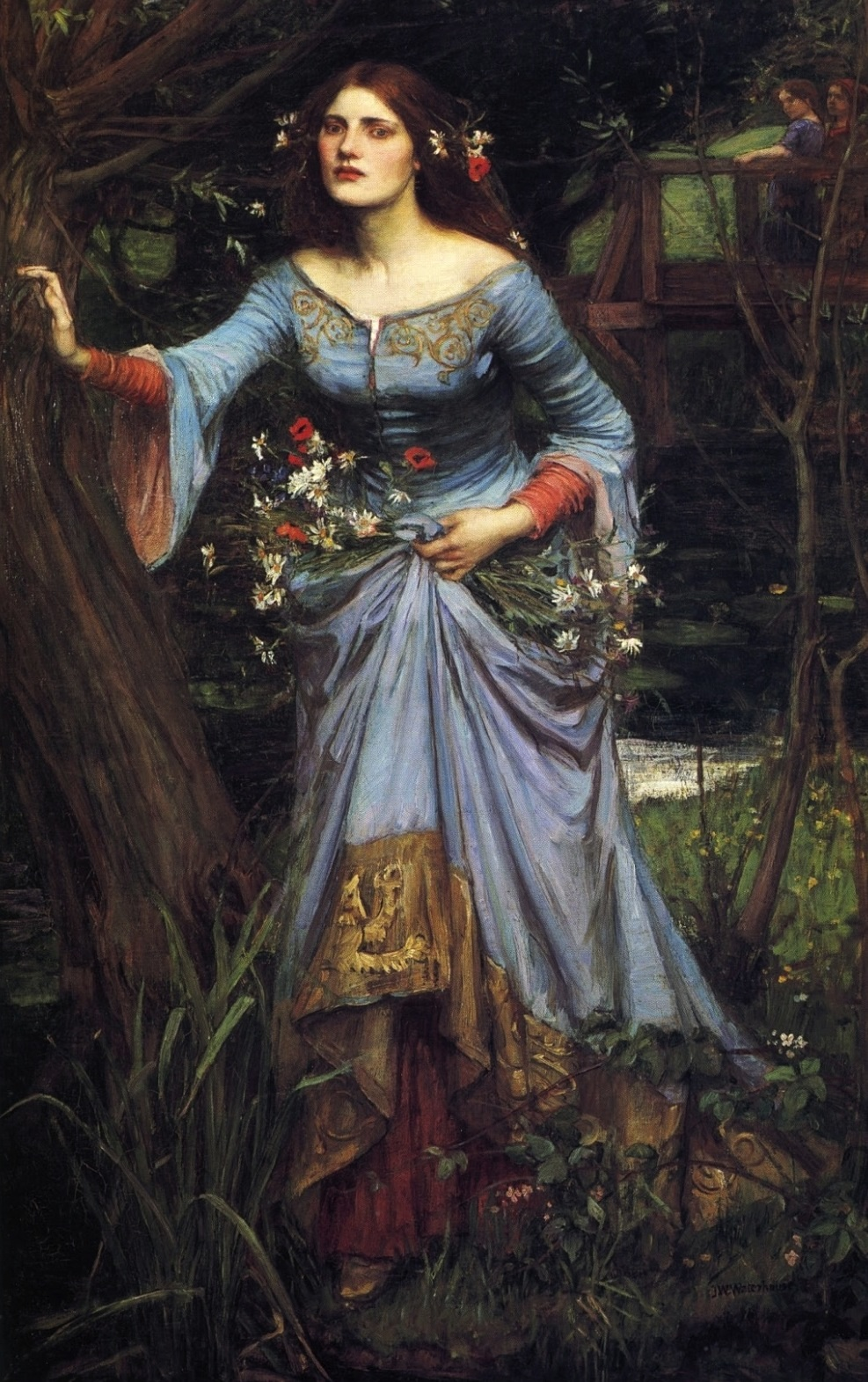
«Офелия» Уотерхауса (1910).

Третья и последняя Офелия Уотерхауса была написана в 1910 году и, безусловно, является самым драматичным из них. Как и на предыдущих картинах художника, Офелия с длинными красновато-каштановыми волосами украшена цветами. Однако здесь Уотерхаус изобразил гораздо более зрелую и женственную Офелию. Картина показывает сладострастную молодую женщину в сине-малиновом платье, которая занимает большую часть живописного пространства и смотрит на зрителя. Её проницательный взгляд и покрасневшие щёки эффектно выражают её состояние отчаяния. Офелия опирается рукой о дерево, чтобы уравновесить себя, прежде чем броситься в воду. Две фигуры на заднем плане смотрят на неё, не подозревая, что Офелия стремится к своей судьбе.
Три полотна Офелии художника представляют собой последовательность моментов, приведших к её гибели. на первом она молодая, лежит в поле, а ручей далеко позади неё. На втором изображена Офелия немного постарше, сидящая ближе к воде, но всё ещё отстранённая от своей будущей судьбы и зрителя. Последняя картина Офелии изображает объект как зрелую женщину, стоящую перед трагическим выбором.